# Cruzobius verus
Cruzobius verus är en mångfotingart som beskrevs av Chamberlin 1942. Cruzobius verus ingår i släktet Cruzobius och familjen stenkrypare. Inga underarter finns listade i Catalogue of Life.